# Sanctuaire (roman)
Pour les articles homonymes, voir Sanctuaire (homonymie) et Sanctuary.
Sanctuaire (titre original : Sanctuary) est le sixième roman de l'écrivain américain William Faulkner, paru en 1931. Ce roman, controversé à sa sortie, aborde le thème du viol, ou plutôt de l'abus au sens général du terme, qu'il soit psychologique, moral ou physique.

## Le roman
Le roman, écrit en 1929, a été publié pour la première fois en 1931, dans le but avoué de gagner de l'argent. Faulkner voulait écrire une histoire dont il pensait qu'elle se vendrait bien (cela a été contesté par les exégètes et les amis de Faulkner). La publication du livre traîne, et à la relecture Faulkner est si peu satisfait du résultat qu'il décide de récrire son roman, acceptant de prendre lui-même partiellement en charge les frais financiers entraînés par les importantes modifications. 
Le livre connaît un certain succès commercial aux États-Unis, et fait connaître Faulkner à un large public. En 1930, à l'apogée de la  prohibition, il met en scène des personnages alcooliques ou évoluant dans des bordels.
Le roman est un de ceux qui se situent dans le Comté imaginaire de Yoknapatawpha (Mississippi) en mai et juin 1929.
Quand son père meurt soudainement en août 1933, Faulkner se rend rapidement compte qu’il a besoin d’argent. Il vend les droits de Sanctuaire qui devient un film intitulé La Déchéance de miss Drake (The Story of Temple Drake) réalisé en 1933 par Stephen Roberts (avec Jack La Rue). Toute référence aux épis de maïs est expurgée pour rester en conformité avec le code Hays d'autocensure qui commençait à entrer en vigueur, et Popeye est renommé « Trigger » pour des raisons de droits cinématographiques.
C'est le seul roman de Faulkner à rester en permanence disponible de 1932 à 1960. 

### Faulkner à propos deSanctuaire
« J’ai songé à ce que je pouvais imaginer de plus horrible et je l’ai mis sur le papier. Je l'ai envoyé à l'éditeur et il m'a répondu : « Bonté divine ! si j'imprime ça, nous irons tous les deux en prison. ». »

— Faulkner

## Résumé
Le roman est centré sur le personnage féminin Temple Drake, jeune fille de bonne famille qui s'évade un soir de son collège avec un jeune homme ivre, lequel est supposé être son compagnon. Leur voiture s'échoue à proximité d'une vieille maison délabrée qui sert de refuge à des bootleggers. Plusieurs personnages au bord de l'ivresse entrent alors en scène. Temple, abandonnée par Gowan, le jeune homme ivre avec lequel elle a fait escale dans cette maison, sera violée par l'énigmatique Popeye et un meurtre sera commis, celui de Tommy, homme de main simplet de Goodwin. 
Emmenée de force par Popeye, la jeune Temple échoue dans un bordel de Memphis. Ce dernier est tenu par Miss Reba, une riche veuve qui tâche de chanter les louanges de Popeye auprès de Temple. La jeune fille de bonne famille connaît alors une déchéance rapide, s'accrochant à l'alcool et à la cigarette pour supporter sa vie d'esclave sexuelle. 
Complice du sort de la jeune fille, et actrice tant de sa corruption que de sa désillusion, Miss Reba conserve sa confiance et son admiration à l'infâme et impuissant Popeye jusqu'à ce que ce dernier, maladivement possessif, commette l'irréparable en assassinant Red, celui qui l'avait jusque-là « secondé » auprès de la jeune femme. Horace Benbow, avocat épris de justice, tente tant bien que mal de mener son enquête et de disculper Goodwin, accusé du meurtre de Tommy puis du viol de Temple.

## Thèmes abordés
Comme André Malraux l'a formulé dans sa préface, l'ouvrage n'est pas un roman policier puisque le lecteur connaît déjà l'assassin et que l'enquête est secondaire, voire inexistante dans l'intrigue. L'accent est mis surtout par Faulkner sur la déchéance des personnages et l'irruption progressive du mal.  
L’œuvre tend vers la tragédie dans la mesure où les protagonistes sont les jouets de la fatalité (d'où la célèbre phrase de Malraux : « C'est l'irruption de la tragédie grecque dans le roman policier »). 
Faulkner met en scène l'avocat, figure du bien voulant faire triompher la vérité, incarnation de la lutte contre la fatalité. Mais le pessimisme de l'œuvre est tel qu'aucun personnage n'en ressort indemne.

## Adaptations
- 1933 : La Déchéance de miss Drake (The Story of Temple Drake), film américain réalisé par Stephen Roberts, avec Miriam Hopkins et William Gargan
- 1961 : Sanctuaire (Sanctuary), film américain réalisé par Tony Richardson, avec Lee Remick et Yves Montand